# NGC 3743
NGC 3743 је елиптична галаксија у сазвежђу Лав која се налази на NGC листи објеката дубоког неба.
Деклинација објекта је + 21° 43' 23" а ректасцензија 11h 35m 57,3s. Привидна величина (магнитуда) објекта NGC 3743 износи 14,4 а фотографска магнитуда 15,4. NGC 3743 је још познат и под ознакама CGCG 126-106, NPM1G +21.0301, PGC 35855.